# Guiu de Boulogne
Guiu de Boulogne, fou cardenal i llegat apostòlic del Papa entre els regnes espanyols.
Fill del comte Robert VII de Boulogne. El 1340 fou nomenat arquebisbe de Lió i cardenal el 1342. Innocenci VI li encarregà de gestionar la pau entre França i Anglaterra el 1353 en el conflicte de la guerra dels Cent Anys. Després que Carles II de Navarra demanés ajut als anglesos el 18 de gener de 1354 per salvar les seves possessions a França, va aconseguir que es firmés el 22 de febrer del mateix 1354 el tractat de Mantés, pel que el monarca es reconciliava amb Joan II de França.
Durant la guerra dels Dos Peres, el 1359 per Innocenci VI fou enviat a Tortosa per convèncer Pere el Cruel en va de la necessidad d'arribar a un acord amb Pere el Cerimoniós. i el 1361 obtingué la Pau de Terrer entre els Dos Peres. El 1371 el papa l'envià de nou com a llegat per evitar una nova guerra entre Pere el Cerimoniós i la República de Gènova.
El 1373, el cardenal va ajustar una treva matrimonial entre l'infant Carles de Navarra, i la infanta Elionor de Castella, i sentenciar que els termes de Fitero i el castell de Tudején eren navarresos per estar dins dels termes de Corella i Tudela.